# Miguel Ángel Maciel Torres
Miguel Ángel Maciel Torres (Valle de Santiago, Guanajuato; 9 de febrero de 1960) es un ingeniero petrolero y político mexicano. Fue secretario de Energía durante el gobierno de Andrés Manuel López Obrador de 2023 a 2024.

## Biografía
Miguel Ángel Maciel Torres estudió la carrera de ingeniero petrolero en el Instituto Politécnico Nacional (IPN) y la maestría en la misma especialidad en la Universidad Nacional Autónoma de México (UNAM). Es miembro del Colegio de ingenieros petroleros de México (CIPM), de la Asociación de ingenieros petroleros de México (AIPM) y de la Society of petroleum Engineers (SPE).
Trabajó para Petróleos Mexicanos (PEMEX) durante treinta y dos años en su división de exploración y producción. Entre sus responsabilidades estuvo la administración del proyecto integral Burgos y la gerencia del proyecto de desarrollo Lakach. Se jubiló en 2017. 
El 1 de enero de 2019 se incorporó al gabinete de Andrés Manuel López Obrador como subsecretario de Hidrocarburos bajo la supervisión de la secretaria de Energía Rocío Nahle. El 16 de octubre de 2023 fue nombrado secretario de Energía por el presidente López Obrador tras la renuncia de Nahle.